# Canal Genil-Cabra
El canal Genil-Cabra es una infraestructura hidráulica destinada originalmente a poner en riego una superficie de 40 000 hectáreas de las provincias de Córdoba y Sevilla. El proyecto original aún no está completado, por lo que la infraestructura opera de forma parcial.
La infraestructura toma su nombre de los ríos Genil y Cabra, respectivamente.

## Historia
Los orígenes de esta obra se retrotraen a 1974, cuando la zona regable del Genil-Cabra fue declarada de interés general por la administración. El objetivo era abastecer de agua para riego a una amplia zona del suroeste de la provincia de Córdoba a partir del caudal del río Genil. Un año después, en noviembre de 1975, se aprobó el Plan General de Transformación de la Zona.
La construcción se ha desarrollado por fases y se ha alargado durante varias décadas. 

## Características
En la actualidad el canal tiene una longitud de 30 kilómetros, estando dividido en dos tramos. El área abastecida por el canal se extiende sobre una zona regable de unas 24.000 hectáreas participada por los municipios cordobeses de Aguilar de la Frontera, La Carlota, Fuente Palmera, La Rambla, Montalbán de Córdoba, Montilla, Puente Genil y Santaella. Una vez que se completen todas las fases la infraestructura tendrá una longitud de 56 kilómetros y llegará hasta la provincia de Sevilla, estando previsto que ponga en riego un área de 40.000 hectáreas.
El agua de riego procede del embalse de Iznájar, y discurre por el río Genil hasta el embalse de Cordobilla, situado al sur de Puente Genil. En esta zona está situada la estación principal de bombeo de la infraestructura, la cual eleva el agua 31 metros de altura hasta el canal principal.